# أميلي (فلم)
المصير الخرافي لأميلي بولان (بالفرنسية: Le Fabuleux Destin d'Amélie Poulain) كما يعرف فقط بمجرد أميلي هو فيلم فرنسي، ثم إنتاجه من طرف جون بيير جونيه سنة 2001. هو فيلم كوميدية ورومانسية كُتب من طرف نفس المنتج والذي هو جون بيير جونيه وكذلك غولمان لورنت رفقة أودري تاتو الذي اقترح عنوان الفيلم.
الفيلم هو عبارة عن تجسيد حقيقي وأحيانا خيالي للحياة الحالية في باريس تحديدًا في حي مونتمرتر (بالفرنسية Montmartre). يعد هذا الفيلم من بين أشهر الأفلام الفرنسية التي حققت نجاحًا تجاريًا على المستوى العالمي، حيث حقق الفيلم عددًا كبير من الجوائز والترشيحات، منها 13 في سيزار و5 في الأوسكار.
وفي سنة 2002 نال أربع جوائز سيزار، من بينها أفضل فيلم وأفضل مخرج.

## قصة الفيلم
الفيلم يحكي قصة «ايملي»، وهي فتاة ولدت في فرنسا، في السادسة من عمرها أجرى والدها الذي يعمل كطبيب في الجيش لها فحصا طبيا وبتشخيص خاطئ اعتقد ان قلبها مريض أو متشوه، فمنعوها من مغادرة المنزل وبدأ تعليمها المنزلي من امها (و هي مديرة مدرسة) وسبّب ذلك لايميلي حالة من العزلة والانطواء لكن بعد مدة قصيرة تموت والدتها بسبب حادثة غريبة من نوعها. في عمر الـ22 بدات بالعمل في أحد المقاهي القريبة من منزلها ولا زالت في حالة انطواء، ولم تنجح في أي علاقات غرامية. ولكن بعد ذلك، تغيرت حياتها تماما عند حادثة الأميرة ديانا ومن الصدمة سقط منها غطاء عطرها فاصطدم بإحدى البلاطات كاشفا عن مخبإ سري صغير لصندوق معدني يعود لطفل منذ 40 سنة ! ووعدت نفسها بارجاع هذا الصندوق إلى صاحبه الأصلي وسرعان ما تتطورت الأحداث لتنجح «ايملي» أخيراً في علاقة غرامية.

## الجوائز
حقق الفيلم عدد كبير من الجوائز والترشيحات، منها 13 في سيزار و5 في الأوسكار. وفي سنة 2002 نال أربع جوائز سيزار، من بينها أفضل فيلم وأفضل مخرج

## وصلات خارجية
- مقالات تستعمل روابط فنية بلا صلة مع ويكي بيانات